# المجلس العسكري للعدالة والديمقراطية
المجلس العسكري للعدالة والديمقراطية هو أعلى هيئة سياسية في موريتانيا. كان بمثابة الحكومة المؤقتة للبلاد في أعقاب الانقلاب الذي أطاح بالرئيس معاوية ولد سيدي أحمد الطايع في 3 آب/أغسطس 2005. حينّها كانّ المجلس العسكري يقعُ تحت قيادة العقيد إعلي ولد محمد فال. بعد الاستيلاء على السلطة؛ تعهد المجلس بإجراء انتخابات في غضون عامين كما توّعد بعدم تدخل أعضائه فيها. بعد أيام قليلة من استيلائه على السلطة؛ دعا فال إلى تنصيب سيدي محمد ولد بوبكر في منصب رئيس الوزراء بعد استقالة الطايع آخر رئيس وزراء بعدَ اصغير ولد مبارك.
جرت الانتخابات الرئاسية في آذار/مارس 2007 وفاز فيها المرشح الجديد سيدي محمد ولد الشيخ عبد الله ثم أدّى اليمين الدستورية يوم 19 أبريل من عام 2007. عادَ أعضاء المجلس العسكري للظهور مجددًا وذلك إبّانَ انقلاب 2008 بقيادة محمد ولد عبد العزيز.

## الأعضاء
- العقيد إعلي ولد محمد فال (رئيس المجلس)
- العقيد علي محمد اسويلم ( الناطق الرسمي باسم المجلس العسكري)
- العقيد عبد الرحمن بوبكر

- العقيد محمد ولد عبد العزيز
- العقيد محمد ولد الشيخ محمد أحمد
- العقيد أحمد ولد بكرين
- العقيد سوغو الحسن
- الدكتور-العقيد فوزي غلام ولد محمد
- العقيد سيدي محمد ولد الشيخ
- العقيد نيجري فيليكس
- العقيد محمد ولد محمد زناغي
- الدكتور-الكولونيل كين حمدين
- العقيد محمد ولد عبدي
- العقيد أحمد ولد أمين
- العقيد طالب مصطفى ولد الشيخ
- العقيد محمد الشيخ ولد محمد الأمين